# たかひろ
たかひろ（1994年11月7日 - ）は、日本の実業家でラーメン評論家。ラーメンインフルエンサー。株式会社東北ラーメンストリート代表取締役。

## 略歴
岩手県に生まれ、18歳から仙台へ移住する。23歳にて『ラーメンWalker 宮城』（KADOKAWA）において、2020年版、2021年版、2022年版の「百麺人(審査員)」に選ばれている。ラーメンソムリエの資格所持を所持しており、1日最高14杯のラーメンを食べるほどの胃袋の持ち主である。。
『SARAH JAPAN MENU AWARD』「つけ麺東北部門」「ラーメン淡麗東北部門」「ラーメン濃厚東北部門」「担々麺東北部門」の審査員を2019年より現在に至るまで務めている。
東北屈指の有名ラーメン店が加盟する団体『福島ラーメン組っ！』のアンバサダーを務める。
YTS山形テレビ『山形ラーメン最前線～マニア食べ歩きを大追跡～』において、ラーメン官僚こと田中一明に同行し出演。
せんだいタウン情報『S-style』2021年1月号に掲載。
福島中央テレビ『ゴジてれＣhu！』出演。
報道通信社『月間アンカー』2023年6月号に掲載。

東北ラーメンストリートのイベント他、全国ラーメングランプリin新宿などのラーメンイベントで、コーディネーターとしても活動している。